# Ogooué et des Lacs
Ogooué et des Lacs es un departamento de la provincia de Moyen-Ogooué en Gabón. En octubre de 2013 presentaba una población censada de 54 346 habitantes.
Se encuentra ubicado en el centro-oeste del país, cerca del curso bajo del río Ogooué y al sur de la capital nacional, Libreville.